# Верхнее (Лисичанск)
Ве́рхнее (Третья Рота) — историческое название поселения третьей роты Бахмутского гусарского полка, одно из сёл, впоследствии город, вошедший в состав города Лисичанска.

## История
По указу Сената от 29 мая 1753 года в числе других подразделений, которые состояли из бежавших из под турецкого ига сербов, хорватов, болгар и волохов, на речке Верхней Беленькой была поселена третья рота Бахмутского гусарского полка. Возникшее поселение получило двойное название: Третья Рота — по номеру подразделения и село Верхнее — по названию речки.
10 января 1821 года вышел указ, по которому казённые крестьяне села Верхнего, где проживало тогда 1232 человека, переводились на положение непременных работников Луганского литейного завода. Им вменялось в обязанность перевозить уголь на своих лошадях и волах с Лисичанского рудника в Луганск.
В начале 1930-х годов село стало рабочим посёлком, а с 28 октября 1938 года — городом. В городе были построены Северо-Донецкая ГРЭС, химический комбинат «Донсода» и стекольный завод.
В ходе Великой Отечественной войны в 1941—1943 гг. был оккупирован немецкими войсками.
4 января 1965 года город Верхнее вместе с городом Пролетарск был включён в состав города Лисичанска.

## Население
| 1939   | 1959   |
| ------ | ------ |
| 34 211 | 40 163 |

## Известные уроженцы, жители
- Ворошилов, Климент Ефремович — советский военный, государственный и партийный деятель.
- Плыгунов, Александр Сергеевич — советский украинский химик, кандидат химических наук (с 1946 года), профессор (с 1961 года).
- Сосюра, Владимир Николаевич — советский украинский поэт. Работал в селе в 1909—1911 гг., впоследствии издал автобиографический роман «Третья рота» и упоминал село в других произведениях.